# Wapen van Michoacán de Ocampo

Vapen van Michoacán de Ocampo

Het wapen van Michoacán de Ocampo is het officiële symbool van Michoacán de Ocampo, een van de staten van Mexico, gelegen aan de Grote Oceaan.
Het wapen bestaat uit een schild dat door een Azteeks vissensymbool gekroond wordt. Verder bevat het wapen enkele versieringen en het staatsmotto Heredamos Libertad Llegaremos Justicia Social ("We erfden de vrijheid en zullen sociale rechtvaardigheid niet nalaten"). Het symbool waarmee het schild gekroond wordt verwijst naar de naam van de staat; Michoacán is Nahuatl voor "plaats van vissen".
Het schild zelf bestaat uit vier kwartieren binnen een blauwe rand waarin zestien witte vijfpuntige sterren staan als symbolen van blijheid, licht en vrede. De blauwe kleur van de rand symboliseert rechtvaardigheid, loyaliteit, vrijgevigheid, de hemel boven de staat en de rivieren, meren en de oceaan.
In het eerste kwartier staat een afbeelding van het standbeeld van José María Morelos in Morelia, de hoofdstad van Michoacán de Ocampo. Morelos was een van de Mexicaanse leiders in de Mexicaanse Onafhankelijkheidsoorlog. Het paard symboliseert de agressiviteit in de oorlog en ook trots, licht en controle. Het tweede kwartier toont drie gouden kronen op een rode achtergrond als verwijzing naar de drie vorstemdommen Tzintzuntzán, Pátzcuaro en Ihuatzio, waar het precolumbiaanse rijk van de Purépecha (Tarasken) ooit in verdeeld was.. Het derde kwartier bevat industriële symboliek als verwijzing naar de industrie in de staat. Het laatste kwartier toont een afbeelding van de UMSNH-universiteit in Tiripetio, die beschouwd wordt als de eerste universiteit op het Amerikaanse continent (1540).
Het wapen staat centraal in de niet-officiële vlag van Michoacán de Ocampo.